# Stingray (Panzer)
Der Stingray ist ein leichter US-amerikanischer Kampfpanzer mit einer 105-mm-Kanone und zwei MGs.

## Geschichte
Seit den 1960er-Jahren war Cadillac der Hersteller der gepanzerten 4×4-Commando-Fahrzeuge. In den 1980er-Jahren versuchte man mit den im Radpanzerbau gewonnenen Erfahrungen einen „leichten Kampfpanzer“ zu konstruieren. Man ging davon aus, dass ein Markt für derartige Militärfahrzeuge bestünde. Der Stingray sollte kostengünstiger sein und wesentlich leichter als etwa der Leopard 1 oder der M60 und damit luftverladbar. Gleichzeitig sollte er über eine vergleichbare Feuerkraft verfügen.
In den 1980er Jahren war er neben dem CCV-L einer von zwei leichten Panzern, die am Armored Gun System (AGS) Wettbewerb der US Army teilnahm. Das AGS (Gepanzertes Kanonen System) sollte den M551 Sheridan bei der 82. US-Luftlandedivision ersetzen. Der Stingray scheiterte in diesem Vergleichstest und der Entwicklungsauftrag ging an die FMC Corporation und deren CCV-L.
Sein Nachfolger, der Stingray II, wurde ebenfalls schon in den frühen 1980er-Jahren vorgestellt. Die Hauptunterschiede liegen im verbesserten Panzerschutz und einer verbesserten Feuerleitanlage. Einziger Nutzer ist bis heute Thailand, das etwa 100 Fahrzeuge zwischen 1988 und 1990 bestellte.

## Technik
Der Stingray hat ein Stützrollenlaufwerk mit sechs Lauf- und drei Stützrollen pro Seite. Er kann auf der Straße eine Geschwindigkeit von 80 km/h erreichen.
Die Panzerung ist zwar geheim, ist aber deutlich schwächer als bei modernen Kampfpanzern. Die Frontpanzerung soll nur dem Beschuss aus 14,5-mm-Waffen, die seitliche Turmpanzerung sogar nur dem Beschuss aus leichten Handwaffen standhalten. Cadillac hält sich jedoch die Option offen, das Schutzniveau durch Zusatzpanzerung zu erhöhen. Das Hauptaugenmerk beim Stingray wurde vor allem auf hohe Mobilität und Wendigkeit gelegt.
Der Stingray ist mit einer ABC-Schutzanlage und Waffenstabilisatoren der Firma British Marconi ausgerüstet.
Hauptwaffe des Stingray ist die britische Royal Ordonance 105 mm Low Recoil Force gun, die auf der bewährten Royal Ordnance L7-Kanone basiert. Verschossen werden alle NATO-Munitionsarten. Eine Stabilisierungsanlage erlaubt das zielgenaue Feuern auch bei voller Fahrt. Die Feuerleitanlage besteht aus einem Feuerleitrechner und einem Laserzielentfernungsmesser. Anfänglich nur optional, später standardisiert, verfügt auch der Richtschütze über ein Nachtsichtgerät.
Parallel zur Achse der Hauptwaffe ist ein 7,62-mm-Maschinengewehr montiert; turmlafettiert ein 12,7-mm-MG. Mitgeführt werden 36 105-mm-Projektile sowie 2400 bzw. 1000 Patronen für die 7,62-mm- und 12,7-mm-Maschinengewehre.

## Weitere technische Daten
- Steigfähigkeit: 60 %
- Grabenüberschreitfähigkeit: 2,13 m
- Spezifischer Bodendruck: 0,69 kg/cm²
- Kletterfähigkeit: 0,76 m
- Furttiefe: 1,22 m